# Reunion (M83)
Reunion is een single van het Franse band M83 uit 2012. Het is de tweede single van het album Hurry Up, We're Dreaming uit 2011, waar het als derde track op staat.

## Achtergrond
Reunion is geschreven door Anthony Gonzalez en geproduceerd door Justin Meldal-Johnsen en Gonzalez. Het nummer volgde nadat het album en vooral van het nummer Midnight City, de eerste single van het album, erg positief waren ontvangen en in meerdere hitlijsten terechtkwamen. De videoclip gaat zelfs verder op het verhaal van Midnight City. Het nummer werd op een ep gereleaset met verschillende remixen op het lied, door artiesten als The Naked and Famous en Mylo. Reunion kon het succes van de voorgaande single niet evenaren. De enige notering was in de Ultratip-lijst van Wallonië, waar het kwam tot een bescheiden 34e plek.